# Chiesa di Sant'Antonio di Padova (Castelnovo Bariano)
La chiesa di Sant'Antonio di Padova è il principale luogo di culto di Castelnovo Bariano, del quale rappresenta la parrocchiale.

## Storia
Esisteva nella zona golenale Cjbo, un modesto centro abitato con annessa la chiesa di San Bartolomeo Apostolo di Bariano, chiaramente citata, quando la contessa Matilde di Canossa, nell'atto di cessione cedette il feudo di Bariano al Vescovo di Ferrara. Questa fu inghiottita e distrutta dalla acque del fiume Po nella grande alluvione del 1601.
Nel XVII secolo iniziarono le grandi bonifiche e le prime vere arginature del fiume Po. L'intero agglomerato urbano venne abbandonato e gli abitanti si trasferirono oltre il nuovo argine maestro, località denominata “Sabbioni”. In quella zona esistevano già alcune case e un piccolo oratorio dedicato a san Antonio Abate molto antico di cui non si conoscono le origini. Questo piccolo edificio si rese inefficiente per i nostri antenati e nel 1671 fu costruita una chiesa più grande al posto del piccolo oratorio, dedicata a san Antonio di Padova consacrata nel 1689. La chiesa fu Curazia dipendente dalla Vicaria di Massa Superiore fino al 1928. Due piccole campane appese ad un castello metallico, erano attaccate all'abside esterna della chiesa e fungevano da campanile.
La vecchia chiesa settecentesca era ormai piccola per l'accresciuta comunità di Castelnovo Bariano e impraticabile in quanto il soffitto, il tetto del coro e le stesse pareti si erano così deteriorate da rendere pericoloso l'edificio.
Per questa precaria situazione, il rettore dell'epoca don Beniamino Vianello nel luglio del 1927, di propria iniziativa, affidava all'ing. Stefano Mortari di Castelmassa, un sopralluogo e approfonditi rilievi. Il professionista trovò la chiesa in condizioni tanto deplorevoli da esigere un radicale restauro, non assumendosi però nello stesso tempo la responsabilità della stabilità del tempio. In pratica anche il restauro diventa soluzione dubbia ed azzardata. In possesso di questa dichiarazione del Mortari, don Vianello si rivolse al Comune di Castelnovo Bariano, richiamando l'articolo 329 della legge comunale e provinciale (trattasi di un testo unico di legge comunale e provinciale dove in esso è previsto la concessione di fondi per il restauro e la costruzione di centri di culto). La richiesta del Curato mirava ad ottenere non già un restauro, ma tendeva addirittura alla ricostruzione di una nuova chiesa adatta ai bisogni religiosi dell'aumentata popolazione. Chiedeva quindi all'Ente locale un contributo finanziario, la cessione e la demolizione della vecchia canonica, parte di proprietà comunale e il provvedimento di una nuova e decorosa abitazione del Rettore. La Municipalità volle verificare l'effettiva instabilità dell'edificio tramite un ingegnere di fiducia, il quale rilevò gli stessi deterioramenti e confermò la medesima necessità di provvedere.
L'audace idea di una chiesa nuova, lanciata la sera del 27 ottobre 1927 alla popolazione radunata in una sala del paese per una conferenza, fu accolta con entusiasmo e senza discussione; anzi proprio in quella stessa sera fu nominato un apposito Comitato che doveva mettersi al lavoro per reperire i fondi necessari alla grande opera.
Era l'inizio di una generosa partecipazione popolare, che i castelnovesi dimostrarono con spiccata solerzia per costruire la Nuova Chiesa di Dio e il luogo d'incontro per la comunità religiosa. Le sottoscrizioni affluirono velocemente per cui il Comitato constatò che l'iniziativa poteva riuscire. L'incarico venne affidato agli Ingegneri Stefano e Angelo Mortari per lo studio di un progetto di costruzioni di una Nuova Chiesa. Il progetto fu poi approvato sia dall'autorità Ecclesiastica che dal R. Genio Civile. Superati alcuni problemi burocratici, abbandonata l'idea del restauro, si decise di demolire la chiesa settecentesca e di edificare sulle sue fondamenta un tempio nuovo.
La Giunta Comunale, con delibera del 14 luglio 1928, approvata dal G.P.A (Giunta-Provinciale-Amministrativa) il 17 agosto cedeva l'area comunale necessaria alla nuova costruzione ed autorizzava la demolizione della canonica vecchia e, con delibera del 23 agosto e il 4 settembre 1928, approvate dalla G.P.A. il 5 settembre, destinava ad abitazione del Rettore una casa di sua proprietà adiacente alla chiesa, per cui si sarebbe poi comunicato internamente tra chiesa e canonica. La nuova chiesa doveva sorgere sull'arca della precedente, poiché non vi era sulla piazza municipale area disponibile e inoltre esisteva già il campanile ultimato alcuni anni prima.
I lavori di demolizione della vecchia chiesa ebbero inizio lunedì 9 luglio 1928, mentre il 23 luglio 1928 iniziarono quelli per l'erezione della nuova chiesa. Gli ingegneri Stefano Mortari e il figlio si adoperarono, prestando gratuitamente la loro opera nell'estensione dei disegni, nella redazione del progetto e nella direzione dei lavori.
Il 25 ottobre 1928 il vescovo mons. Rizzi collocava la prima pietra, dopo averla benedetta, nello spazio predisposto sotto la soglia della porta principale, nello scenario delle impalcature in legno che contornavano i primi metri di muratura. Tenuto conto delle sospensioni per l'inverno 1928/29 e per l'attesa dei materiali, si impiegarono solo nove mesi lavorativi. Nella domenica del 13 ottobre 1929 mons. Anselmo Rizzi, Vescovo di Adria, benedisse la nuova Chiesa che la volontà e le offerte dei fratelli eressero dalle fondazioni sull'area dove sorgeva la vecchia chiesa. Nella stessa circostanza della benedizione della nuova Chiesa mons. Anselmo Rizzi eresse la Curazia a Parrocchia, rendendo così i fedeli di Castelnovo Bariano autonomi e indipendenti da Massa Superiore e Bergantino. In quell'anno iniziò la conservazione degli atti di Cresima nell'archivio parrocchiale. Un importante documento attesta l'avvenimento dell'inaugurazione e precisamente una lapide in marmo verde di soia che si trova sulla prima campata a sinistra dell'entrata della chiesa e incisa a caratteri dorati in latino.

## Edificio

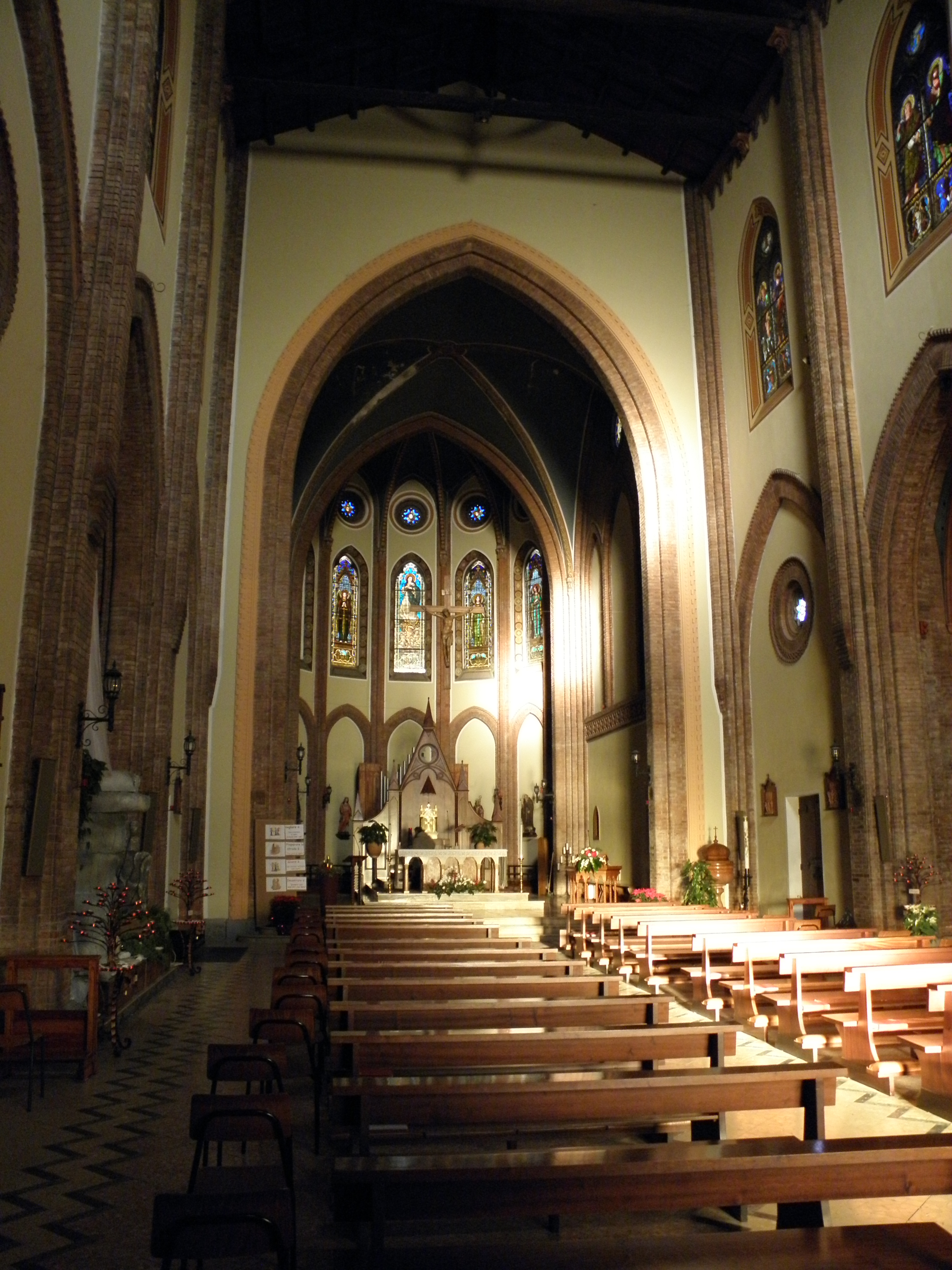
L'interno

La Nuova Chiesa costituisce una pregevole opera d'arte in stile neogotico, caratterizzata da archi a sesto acuto e delle linee ascendenti. Il complesso misura 40 metri di lunghezza per 11 di larghezza e 22 di altezza. L'esterno maestoso ha il fronte in mattoni a faccia vista con cornice in cotto a fregi e ad archi acuti. Il rosone, sito al centro della bella facciata della chiesa, è una grazia tutta gotica, un capolavoro armonioso di architettura nella storia dell'arte. Al centro del rosone è sita una croce in stile greco-romanico, tutt'intorno troviamo dodici colonnine in marmo chiaro e una cornice di foglie in cotto pregevolmente lavorate. Le decorazioni in cotto vennero approntate dalla Società Gallotti di Bologna. Una parte del rosone è ornata da una vetrata a rulli variamente colorata così da offrire una bella luce alla chiesa. Dall'interno i raggi del sole che filtrano attraverso il rosone, offrono un gioco di colori che sembra incendiare la grande navata centrale resa ancor più calda dai mattoni a vista.
Il portale è sostenuto da due colonne di varia fattura e forma. Ciascuna colonna mostra nella parte superiore una lunetta con al centro lo stemma vescovile. Nell'ingresso principale troviamo una bussola in muratura con portale-vetrata, opera dell'artista Francesco Grechi. L'interno della chiesa è costituito da una navata, otto bifore cieche e quindici piccole rose, simbolo di tenerezza, grazie e sensibilità. Le bifore della navata sono occupate da vetrate che rappresentano nella parte superiore i quattro evangelisti, i dodici apostoli e le figure dei Santi Patroni: Sant'Antonio di Padova e San Rocco; nella parte inferiore i misteri del Rosario. Tutte le vetrate sono state fatte dalla ditta Rodolfo Fanfani di Figline Valdarno (FI).
Lateralmente vi sono due nicchie coperte da un pregevole soffitto a vela ornato da decorazioni appropriate allo stile geometrico e floreale. Su un altare, rigorosamente in marmo, troviamo la statua di Sant'Antonio di Padova e nell'altra la Madonna con Bambino. Nelle decorazioni della Chiesa lavorarono i concittadini Mauro Verzola, prof. Renzo Munari e Castore Gurzoni. Sempre nella navata si trovano due porte laterali che comunicano con l'esterno. I pilastri, rosoni, archi acuti e le volte a crociera sono tutti costruiti con mattoni in venti sagome differenti, ispirate sempre allo stile gotico. Il soffitto della navata è una struttura a capriate tutto in legno verniciato. Un grande arco acuto grave alto 16 metri divide, con tre gradini, la navata dal presbiterio rivestito con un soffitto a vela.
La parte posteriore il presbiterio è formata da sette lati, con decorazioni di bell'effetto eseguite con gli stessi mattoni sagomati per la costruzione. Nelle nicchie dell'abside vi troviamo, a partire da sinistra, le statue di San Giuseppe, San Antonio Abate, S.ta Lucia, S. Biagio, S. Rocco e S. Luigi Gonzaga. Nella parte centrale dell'abside è installato un organo a canne, acquistato dalla Basilica della Tomba in Adria. Al di sopra dell'organo è possibile ammirare cinque finestre ornate da meravigliose vetrate istoriate; quella centrale rappresenta la Madonna Immacolata ispirata ad un celebre quadro del Murillo; le altre quattro finestre illustrano con figure angeliche le quattro virtù cardinali: prudenza, giustizia, fortezza e temperanza.
L'altare maggiore in marmo bianco sostenuto da colonnine ad arco acuto è sormontato dal tabernacolo. Questo splendido elemento di sobria bellezza è incastonato al centro di un artistico pannello in legno, color noce. Il pavimento è marmoreo. Sospeso in alto, sopra l'altare maggiore, è collocato il crocifisso ligneo molto espressivo di una buona fattura. Due artistiche porte si aprono sui lati del presbiterio, quella di destra è cieca, mentre quella di sinistra comunica con la sagrestia.
La nuova sagrestia (disegnata da Luigi Verzola e realizzata dalla “Cooperativa Lavoro e Progresso” di Castelnovo Bariano), è una struttura perfettamente in stile con la Chiesa e serve anche da Cappella per le S. Messe invernali, adornata da lapidi e foto ricordo dei sacerdoti che hanno svolto il loro ministero nella Parrocchia. Una piccola scala porta al piano sottostante dove si trova un locale adibito a spogliatoio e deposito. Nella sagrestia vi troviamo un piccolo altare e dodici bellissimi medaglioni di diametro di 40 cm raffiguranti i dodici apostoli. Sembra infatti che le figure risalgano al secolo scorso, anche se non ci sono notizie sicure al riguardo e tanto meno si conosce la provenienza e l'autore. Sono immagini commoventi e ammirabili per il loro valore artistico. La Chiesa è adornata da una serie di tavole in legno raffiguranti la Via Crucis, il cui autore e provenienza sono tutt'oggi ignoti. I banchi in legno di ciliegio sono in stile gotico. Sul piazzale della Chiesa davanti all'entrata, sono posti due leoni accucciati, in marmo rosa; simbolo della forza, generosità e valore che non indietreggia davanti a niente e nessuno. L'animale sarebbe inoltre il simbolo del bene contro il male. 
Adiacente alla Chiesa troviamo il campanile, la cui torre, che in un primo tempo giungeva all'altezza dell'orologio, è stata successivamente innalzata a 36 metri e nel 1921 completata con tre campane.
Un importante riconoscimento venne dato alla Parrocchia nel 1951 (nº 64 della Gazzetta Ufficiale in data 17 marzo 1951) con Decreto del Presidente della Repubblica 11 gennaio 1951 nº 145. Riconoscimento agli effetti civili per la costruzione della Parrocchia di S. Antonio di Padova in Castelnovo Bariano (RO), col quale su proposta del Ministro dell'Interno, viene riconosciuto, il decreto del Vescovo di Adria in data 13 ottobre 1948 e con postilla 1º gennaio 1949, relativo alla costruzione della Parrocchia di S. Antonio di Padova, in Castelnovo Bariano (RO). Nel 1951 venne posta una lapide al di sotto del busto di Papa Giovanni XXIII (proveniente dalla demolizione della vecchia chiesa) in ricordo della Solenne Consacrazione della Chiesa. A ricordo dell'Anno Santo e in occasione della visita del Vescovo è stata posta a destra dell'entrate della Chiesa una lapide ricordo.
La vecchia canonica fatiscente che si trovava sulla destra della Chiesa attorno agli anni 1964/65 fu demolita. Nella nuova piazza, dedicata a Papa Giovanni XXIII, venne edificata la nuova canonica in stile classico-moderno inizialmente adibita ad abitazione del parroco. Attualmente al piano terra è posto l'ufficio e l'archivio della Parrocchia con sala riunioni, mentre al piano superiore si trovano una serie di sale, ove settimanalmente viene svolta l'attività di catechesi.